# グライド (砲艦・初代)
グライド (USS Glide) は南北戦争時のアメリカ合衆国海軍の艦艇。tincladと呼ばれる浅吃水の砲艦の一隻。tincladには番号が振られていたが、「グライド」には番号はない。
「グライド」は船尾外輪船で、トン数137トン。兵装は24ポンドダールグレン滑腔砲6門であった。
1862年にペンシルベニア州Shousetownで建造された船で、同年11月17日にピッツバーグでデイビッド・ディクソン・ポーターにより購入され、シンシナティでの改装後、艤装のためケアロへ送られた 。そこでは艦首部の砲眼2か所の作り直しが命じられている。「グライド」は12月3日にケアロで就役した。艦長はSelim E. Woodworthであった。
1863年1月3日に「グライド」はミシシッピ川下流へ向け出発し、Watson Smith率いる tinclad部隊の一隻として1月11日にアーカンソー・ポストの戦いで他艦と共に攻撃に参加。砦の大砲が沈黙すると、「グライド」と砲艦「Rattler」、衝角艦「Monarch」は砦の前を通過し、敵の退路を断つよう命じられた。砦通過後、「グライド」と「Rattler」は少数の南軍が逃走するのに使った1隻の渡し船を破壊した。
その後「グライド」はホワイト川で活動し、2月初めに修理のためケアロへ向かった。
1863年2月7日。他の船と共にケアロで係留されていた「グライド」の前部で火災が発生。川の中ほどへ引き出された後、「グライド」はケンタッキー州側のFort Holt近くへ流れていき、水線部まで焼失した。死者が2名出た。「グライド」の砲や砲弾、機関などは北軍により回収された。
火災発生時、機関修理中であったためボイラーに火は入っていなかった。「グライド」の火災についての調査報告では、黒人の乗員が暖をとるために灰受け皿で起こした火が火災の原因だろうとしている。